# William R. Williams

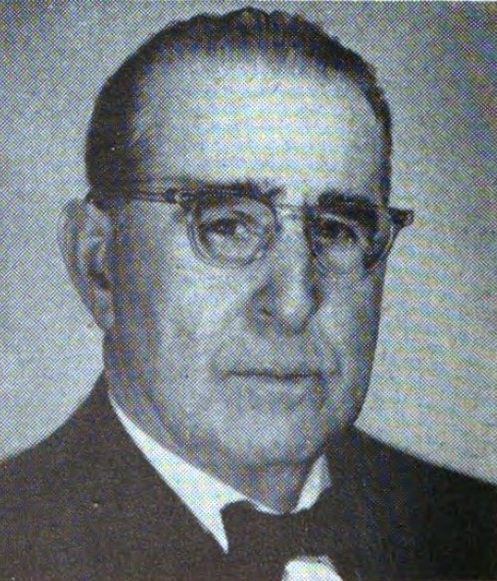
William R. Williams

 William Robert Williams (* 11. August 1884 in Brookfield, Madison County, New York; † 9. Mai 1972 in Cassville, New York) war ein US-amerikanischer Politiker. Zwischen 1951 und 1959 vertrat er den Bundesstaat New York im US-Repräsentantenhaus.

## Werdegang
Im Jahr 1891 zog William Williams mit seinen Eltern nach Cassville. Er besuchte die öffentlichen Schulen in Bridgewater. Anschließend arbeitete er zwischen 1907 und 1910 als Verkäufer für die Standard Oil Company. Danach war er in Cassville in der Landwirtschaft tätig. Gleichzeitig schlug er als Mitglied der Republikanischen Partei eine politische Laufbahn ein. Zwischen 1935 und 1943 saß er als Abgeordneter in der New York State Assembly; von 1943 bis 1951 fungierte er als Sheriff im Oneida County.
Bei den Kongresswahlen des Jahres 1950 wurde Williams im 35. Wahlbezirk von New York in das US-Repräsentantenhaus in Washington, D.C. gewählt, wo er am 3. Januar 1951 die Nachfolge des Demokraten John C. Davies antrat. Nach drei Wiederwahlen konnte er bis zum 3. Januar 1959 vier Legislaturperioden im Kongress absolvieren. Diese waren von den Ereignissen des Koreakrieges und des Kalten Krieges bestimmt. Seit 1953 vertrat Williams als Nachfolger von Clarence E. Kilburn den 34. Distrikt seines Staates.
Im Jahr 1958 verzichtete er auf eine weitere Kongresskandidatur. Von 1959 bis 1961 war er Bezirksvorsitzender der Republikaner im Oneida County. Ansonsten war er in Cassville wieder in der Landwirtschaft tätig. Dort ist er am 9. Mai 1972 auch verstorben.